# Ağızboğaz, Ayrancı
Ağızboğaz là một xã thuộc huyện Ayrancı, tỉnh Karaman, Thổ Nhĩ Kỳ. Dân số thời điểm năm 2011 là 369 người.